# And if
And if is het tweede muziekalbum, dat de Israëlische Anat Fort opnam voor ECM Records. De muziek bestaat uit zeer rustige, ingetogen jazz in triosamenstelling. Het album is opgenomen in de Rainbow Studio te Oslo onder leiding van geluidstechnicus Jan Erik Kongshaug. Het album is opgenomen in februari 2009 en kwam (eerst) op 20 augustus 2010 op de markt. Die lange termijn is normaal binnen de producties van ECM Records.
Het album bevat twee hommages aan drummer Paul Motion.

## Musici
- Anat Fort – piano
- Gary Wang – contrabas
- Roland Schneider – slagwerk

## Muziek
Alle van Fort

| Nr. | Titel                  | Duur |
| --- | ---------------------- | ---- |
| 1.  | Paul Motian (1)        | 4:02 |
| 2.  | Clouds moving          | 5:35 |
| 3.  | En if                  | 5:54 |
| 4.  | Some                   | 5:40 |
| 5.  | Something 'bout camels | 9:31 |
| 6.  | If                     | 1:18 |
| 7.  | Lanesbro               | 5:15 |
| 8.  | Minnesota              | 7:34 |
| 9.  | Nu                     | 2:50 |
| 10. | Paul Motion (2)        | 4:00 |